# Metropolia mińska

Metropolia mińska na tle podziału administracyjnego Egzarchatu Białoruskiego

Metropolia mińska – prawosławna metropolia Egzarchatu Białoruskiego Patriarchatu Moskiewskiego, obejmująca teren obwodu mińskiego. Utworzona 23 października 2014 w miejsce dotychczasowej eparchii mińskiej i słuckiej, którą podzielono na 4 eparchie: mińską, borysowską, mołodeczańską i słucką.

## Metropolici mińscy
- Paweł (Ponomariow) (2014–2020)
- Beniamin (Tupieko) (od 2020)